# Piotr Sokołow
Piotr Pietrowicz Sokołow (ros. Пётр Петрович Соколов, ur. 28 lutego 1891 r. w Petersburgu, zm. 11 maja 1971 r. w Enköping w  Szwecji) – rosyjski piłkarz w okresie Imperium Rosyjskiego, współpracownik wywiadu brytyjskiego, fińskiego, a następnie Abwehry, wróg ludu w ZSRR - założyciel północnego oddziału Rosyjskiej Armii Wyzwoleńczej na froncie wschodnim podczas II wojny światowej, emigracyjny publicysta i działacz wojskowo-polityczny.

## Biografia
W 1909 r. ukończył gimnazjum im. cara Aleksandra I w Petersburgu, po czym rozpoczął studia prawnicze na miejscowym uniwersytecie. Wybrał jednak karierę piłkarską. Do 1911 występował w klubie piłkarskim Udielnaja Piotrogród, zaś do 1917 r. w Unitas FK. Był obrońcą. W reprezentacji Rosji rozegrał 5 meczów, w tym 2 na letnich igrzyskach olimpijskich w 1912 r. w Sztokholmie. W tym samym roku zdobył z drużyną miasta Petersburg mistrzostwo Imperium Rosyjskiego.
Brał udział w I wojnie światowej. W 1917 r. ukończył szkołę młodszych oficerów. W sierpniu 1918 r. w Piotrogrodzie związał się z białogwardyjską organizacją wywiadowczą, mającą kontakty z wywiadem brytyjskim. Jako kurier wyjechał do zajętego przez wojska brytyjskie Archangielska. Stamtąd został wysłany do Sztokholmu, a następnie Helsinek, przechodząc kursy wywiadowcze. Działał dla Brytyjczyków jako kurier między Terijoki i Piotrogrodem do 1922 r. Zajmował się też przerzucaniem przez granicę zagrożonych agentów i innych współpracowników brytyjskiego wywiadu.
W 1922 r. zamieszkał w Terijoki. Od 1923 r. trenował tam zespół futbolowy złożony z młodych rosyjskich emigrantów. Jednocześnie działał w rosyjskich organizacjach, jak Rosyjski Związek Ogólnowojskowy (ROWS), Bractwo Rosyjskiej Prawdy, Związek Młodorosjan. Był też redaktorem pisma "Russkoje słowo". W 1931 r. stanął na czele miejscowej organizacji pod nazwą "Iwan Susanin". Po agresji ZSRR na Finlandię (wojna zimowa) służył w oddziale propagandy sztabu generalnego fińskiej armii, redagując antysowieckie pisma, ulotki, plakaty i inne materiały propagandowe. Został też dyrektorem radiowej kompanii "Lahti".
Od 1941 r. współpracował z Abwehrą, wchodząc w skład tzw. Biura Cellariusa z siedzibą w Helsinkach. Był instruktorem w szkołach wywiadowczych Abwehry założonych na okupowanych obszarach ZSRR. Występował wówczas pod pseudonimami "Sokołowski", "Sołowianow", "kapitan Erikson", "Kolberg". Jednocześnie wstąpił do antyradzieckich oddziałów kolaboracyjnych (ROA) gen. Andrieja Własowa, z którym osobiście się spotykał w Berlinie. W 1944 r. na polecenie dowódcy ROA zorganizował północny oddział ROA. Jego działalność polegała na objazdach po obozach jenieckich w Finlandii i Karelii i namawianiu jeńców do wstąpienia do oddziałów antysowieckich w Finlandii. We wrześniu tego roku, po wycofaniu się Finlandii z wojny, wyjechał do Szwecji. Zamieszkał pod Sztokholmem. Został masażystą w jednym ze sztokholmskich klubów sportowych. Być może współpracował też ze szwedzkim wywiadem.